# Communion traditionaliste
Ne doit pas être confondu avec Communion carliste.
« Parti carliste » redirige ici. Pour les autres significations, voir Parti carliste (1971).
La Communion traditionaliste (en espagnol : Comunión Tradicionalista) est l’organisation politique du mouvement carliste établie légalement en 1869,,,. Elle reçut d’autres noms, notamment Parti traditionaliste (Partido tradicionalista), Communion ou Association catholico-monarchique (Comunión ou Asociación Católico-Monárquica, dénomination courantes au cours du Sexenio Democrático), Parti carliste (Partido carlista, jusqu’en 1909), Parti jaimiste (Partido jaimista, entre 1909 et 1931) ou Communion légitismiste (Comunión legitimista), parmi d’autres, qui furent inusités à partir des années 1930. Dès lors, il fut également parfois nommé Communion traditionaliste carliste (Comunión Tradicionalista Carlista), selon la désignation donnée par le prétendant Alphonse-Charles de Bourbon.
Certains auteurs parlent de « Communion traditionaliste » pour faire référence au parti qui surgit au début des années 1930 comme conséquence de la fusion des trois branches du traditionalisme — jaïmiste, melliste et intégriste —,,,, bien que le nom ait été utilisé de façon habituelle pour définir le carlisme à partir du dernier tiers du XIXe siècle, lorsqu’il apparaît comme force parlementaire,,, étant également utilisé durant la Restauration,,, et le nom presque exclusif utilisé pour désigner l’organisation du carlisme durant la Seconde République espagnole et la dictature franquiste jusque dans les années 1970, où se produit un changement idéologique d’un secteur important du mouvement.
Dès ses origines au XIXe siècle, le traditionalisme défendait sa conception de la tradition politique espagnole, résumée dans son slogan « Dios, patria y rey (en) » (« Dieu, patrie et roi »). Il obtint une représentation parlementaire à presque toutes les élections de la fin du XIXe siècle et du début du XXe siècle, fut l’une des forces qui participa à la tentative de coup d’État nationaliste de juillet 1936, débouchant sur la formation de la Falange Española Tradicionalista y de las Juntas de Ofensiva Nacional Sindicalista (FET y de las JONS). Elle se trouva ensuite dans une situation de semi-clandestinité durant le franquisme, alternant périodes d’opposition et de collaboration avec le régime.
Dans les années 1970, l’organisation carliste partisane du prince Sixte-Henri de Bourbon-Parme et de l’idéologie classique du carlisme fut reconstituée sous le nom de « Communion traditionaliste (es) », établie en tant que parti politique légal en 1977, bien que d'autres groupes politiques se déclarent héritiers du carlisme historique.